# 月見ヶ丘海水浴場
月見ヶ丘海水浴場（つきみがおかかいすいよくじょう）は、徳島県板野郡松茂町にある海水浴場。とくしま88景に選定。

## 概要
2007年徳島県立月見ヶ丘海浜公園に併設する形で海浜公園南側にオープンした砂浜海岸である。海岸は遠浅でなだらかな形状であり海水浴に適したビーチになっている。また徳島阿波おどり空港に隣接している海水浴場のため、海水浴を楽しみながら航空機の離着陸を間近で見ることが出来る。

## 場内施設
- ビジターセンター（月見ヶ丘海浜公園内・ビーチより徒歩約10分）
  - レストラン（40席）
  - 売店
  - トイレ
  - コイン式ロッカー（10円/1日）
  - コイン式温水シャワールーム（60円/1回）
  - 屋上展望デッキ
  - 総合案内所

## パーキング
- 営業（入出庫）時間：8:30〜22:00
- 収容台数：370台（月見ヶ丘海浜公園パーキング・無料）

## 周辺施設
- 月見ヶ丘海浜公園
- 徳島阿波おどり空港

## 交通アクセス
- JR徳島駅より車で約40分
- 徳島自動車道徳島ICより車で約30分
- 高松自動車道・神戸淡路鳴門自動車道鳴門ICより車で約30分
- 徳島阿波おどり空港より車で約10分